# Legge di Spörer

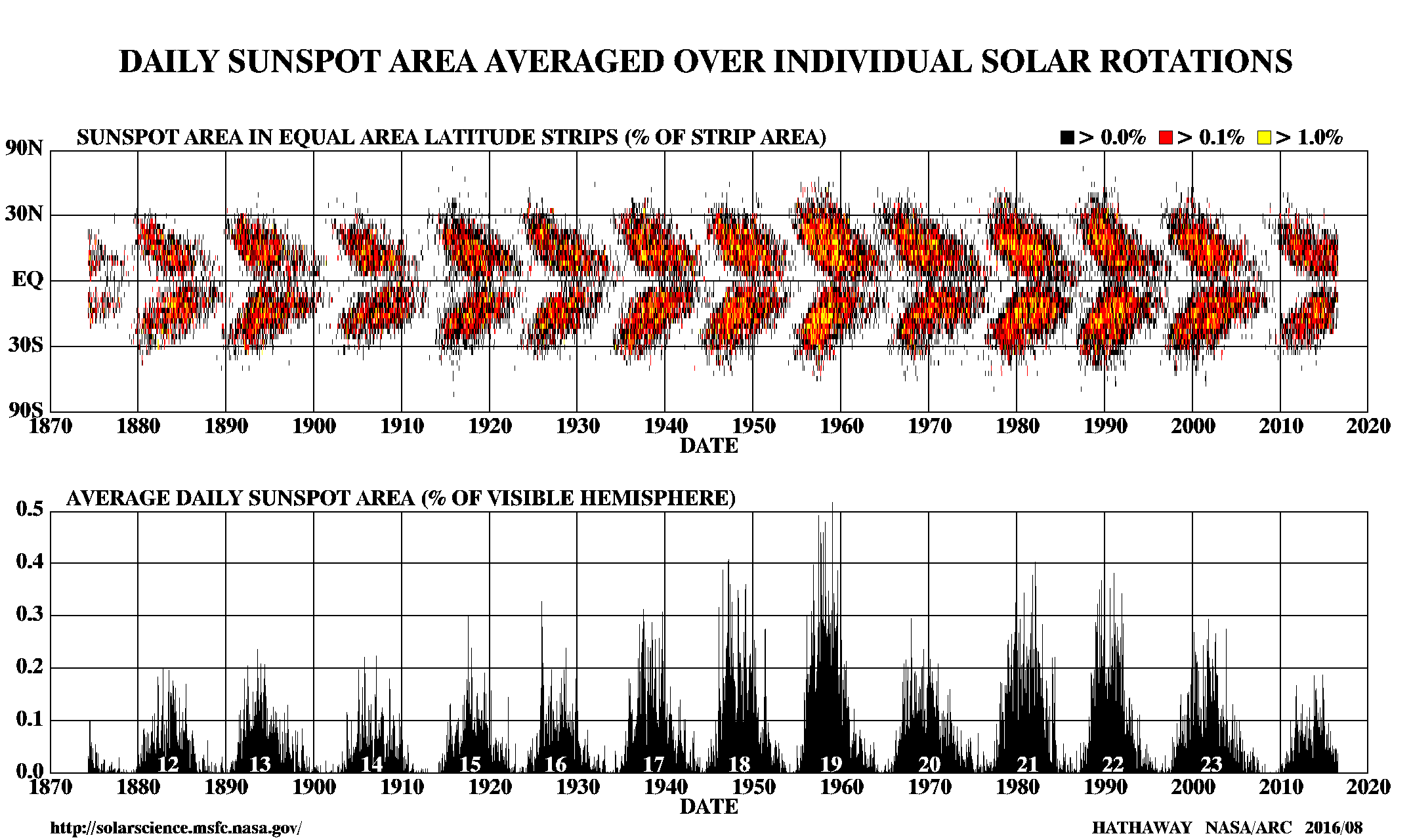
Diagramma a farfalla che mostra il comportamento delle macchie solari secondo la legge di Spörer.

La legge di Spörer è una legge sperimentale che predice la variazione della latitudine delle macchie solari durante un ciclo solare.

Fu scoperta nel 1861 dall'astronomo inglese Richard Christopher Carrington, il cui lavoro venne ripreso e perfezionato dal tedesco Gustav Spörer.

## Descrizione
All'inizio di un ciclo solare, le macchie solari tendono ad apparire ad una latitudine compresa tra 30° e 45° sulla fotosfera del Sole.
Man mano che il ciclo avanza, le macchie appaiono a latitudini sempre più basse, fino ad approssimarsi a 15° durante il massimo del ciclo.
La latitudine media delle macchie solari continua dunque ad abbassarsi sempre di più, sino ad arrivare a circa 7°; quindi le macchie solari più vecchie scompaiono.
All'inizio del ciclo seguente, le nuove macchie compaiono a latitudini elevate, per poi abbassarsi gradualmente col procedere del ciclo.